# 出逢えた頃のように
Every Little Thingの楽曲だとしたら、もしかして
- 出逢った頃のように

ではありませんか？